# Шумилово (Ленинградская область)
Шумилово (до 1948 года Юлимяки, Вийксанлахти, фин. Ylimäki, Viiksanlahti) — посёлок в Ромашкинском сельском поселении Приозерского района Ленинградской области.

## Название
В переводе с финского Юлимяки означает «Верхняя горка».
6 января 1948 года исполком Юлемякского сельсовета, опираясь на постановление общего собрания колхозников колхоза «Дружный труд», присвоил деревне Юлимяки наименование Шумилово. Никаких объяснений о причине выбора данного наименования в обосновании не содержалось.

## История
В переписи деревень Михайловского Сакульского погоста за 1568 год есть упоминание о деревне с названием «Лахта Викшина», которая насчитывала в то время три двора и пять подушных крестьян.
- Деревня Вийксанлахти на финской карте 1923 года

До 1939 года деревня Юлимяки входила в состав деревни Вийксанлахти волости Саккола Выборгской губернии Финляндской республики.
С 1 января 1940 года в составе Карело-Финской ССР.
С 1 августа 1941 года по 31 июля 1944 года финская оккупация.
С 1 ноября 1944 года в составе Юлимякского сельсовета Кексгольмского района.
С 1 октября 1948 года в составе Красноармейского сельсовета Приозерского района. В ходе укрупнения хозяйства к деревне Юлимяки были присоединены соседние селения: Тийтуа, Тервахаутимяки, Пелтола, Рантала, Рене и Сурманотко.
С 1 января 1949 года учитывается, как деревня Шумилово.
С 1 февраля 1963 года — в составе Выборгского района.
С 1 января 1965 года — вновь в составе Приозерского района. В 1965 году деревня насчитывала 168 жителей.
По данным 1966 и 1973 годов посёлок Шумилово входил в состав Красноармейского сельсовета.
По данным 1990 года посёлок Шумилово входил в состав Ромашкинского сельсовета.
В 1997 году в посёлке Шумилово Ромашкинской волости проживали 25 человек, в 2002 году 66 человек (русские — 86 %).
В 2007 году в посёлке Шумилово Ромашкинского СП проживал 21 человек, в 2010 году — 50 человек.

## География
Посёлок расположен в центральной части района на автодороге А121 «Сортавала» (Санкт-Петербург — Сортавала — автомобильная дорога Р-21 «Кола»).
Расстояние до административного центра поселения — 12 км.
Расстояние до ближайшей железнодорожной станции Громово — 4 км.
Посёлок находится на западном берегу Суходольского озера.

## Демография
| 2007 | 2010 | 2017 |
| ---- | ---- | ---- |
| 21   | ↗50  | ↗57  |

## Улицы
Круговая, Крутой переулок, Ольховая, Родниковый переулок, Тихая.

## Садоводства
Прогресс